# Edmond Pezé
Pour les articles homonymes, voir Pezé.
Edmond Pezé, né le 18 février 1897 à Paris et décédé le 30 décembre 1982 à Neuilly-sur-Seine, est un homme politique français.